# Kimch’aek
Kimch’aek ist eine nordkoreanische Stadt in der Provinz Hamgyŏng-pukto mit etwa 195.000 Einwohnern. Bis 1951 trug sie den Namen Sŏngjin (kor. 성진, 城津) und wurde dann, während des Koreakrieges nach dem gefallenen General der Koreanischen Volksarmee Kim Ch’aek, der in einem Dorf unweit der Stadt seine Kindheit verbracht hatte, umbenannt. Der Hafen der am Japanischen Meer gelegenen Stadt ist heute einer der wichtigsten des Landes. Sie ist darüber hinaus ein Standort der Schwerindustrie.
Der Ort ist Sitz des Wolmido Sports Club.

## Verkehr
Der Oberleitungsbus Kimch’aek verbindet den Stadtteil Sinpyong mit einem Bahnhof.

## Söhne und Töchter der Stadt
- Ch'oe Sŏ-hae, koreanischer Schriftsteller
- Pak Pong-ju (* 1939), nordkoreanischer Politiker
- Ri Jong-ok (1916–1999), nordkoreanischer Politiker